# Theodore McLear
Theodore McLear (né le 29 juin 1879 à Newark (New Jersey) et mort en avril 1958) est un lutteur sportif américain.

## Biographie
Theodore McLear obtient une médaille d'argent olympique, en 1904 à Saint-Louis en poids plumes.